# Praktický rádce pro zahradnictví a chov drobného zvířectva
 Praktický rádce pro zahradnictví a chov drobného zvířectva  byl odborný časopis určený čtenářům se zájmem o zahradnictví a chov drobného zvířectva (včely, králíky, drůbež atp.), který v letech 1903–1941 vydávalo Družstvo Hospodář v Miloticích nad Bečvou.

## Historie
Časopis začal v roce 1903 vydávat Arnošt Dadák (1858–1937), který byl zakladatelem obchodního podniku Družstvo Hospodář. V rámci vydavatelství se jednalo o druhý časopis – první byl zemědělský měsíčník Milotický hospodář.
V roce 1935 se časopis přejmenoval na Praktický rádce pro zahradu, dům a dvůr.
Po smrti Arnošta Dadáka v roce 1937, převzal redakci časopisu jeho syn a nástupce Zdeněk Dadák. Vydávání časopisu bylo zastaveno nacisty v roce 1941, poté co byl Zdeněk Dadák a jeho spolupracovníci odsouzeni pro sokolskou činnost do vězení.
Po válce se časopis již nepodařilo obnovit.